# Audi Cross Cabriolet
El Audi Cross Cabriolet Quattro es un concepto de la marca alemana Audi.

## Motor
El motor de este concepto es un V6 de 3.0 litros que produce 240 CV, que ya está presente en otros modelos de Volskswagen y Audi. Con un torque que supera los 50 mkg – 51 mkg, este concepto llega de 0-100 km/h en 7,2 segundos y posee una velocidad máxima de 240 km/h y su consumo se sitúa en los 13.7 km por litro. Audi asegura que este es uno de los motores más limpios de la actualidad, ya que cumple la normativa antiemisiones Euro 6.

## Distribución de potencia
La distribución de potencia es del 40 por ciento para el eje delantero y del 60 al trasero, aunque, en función de las circunstancias, el reparto puede llegar hasta el 65 por ciento delante y hasta el 85 por ciento detrás.

## Suspensión
El sistema de suspensión posee un control continuo de la amortiguación y una regulación eléctrica de la altura de la carrocería, que permite elevarse hasta 40 mm extra.